# Arma de pressão

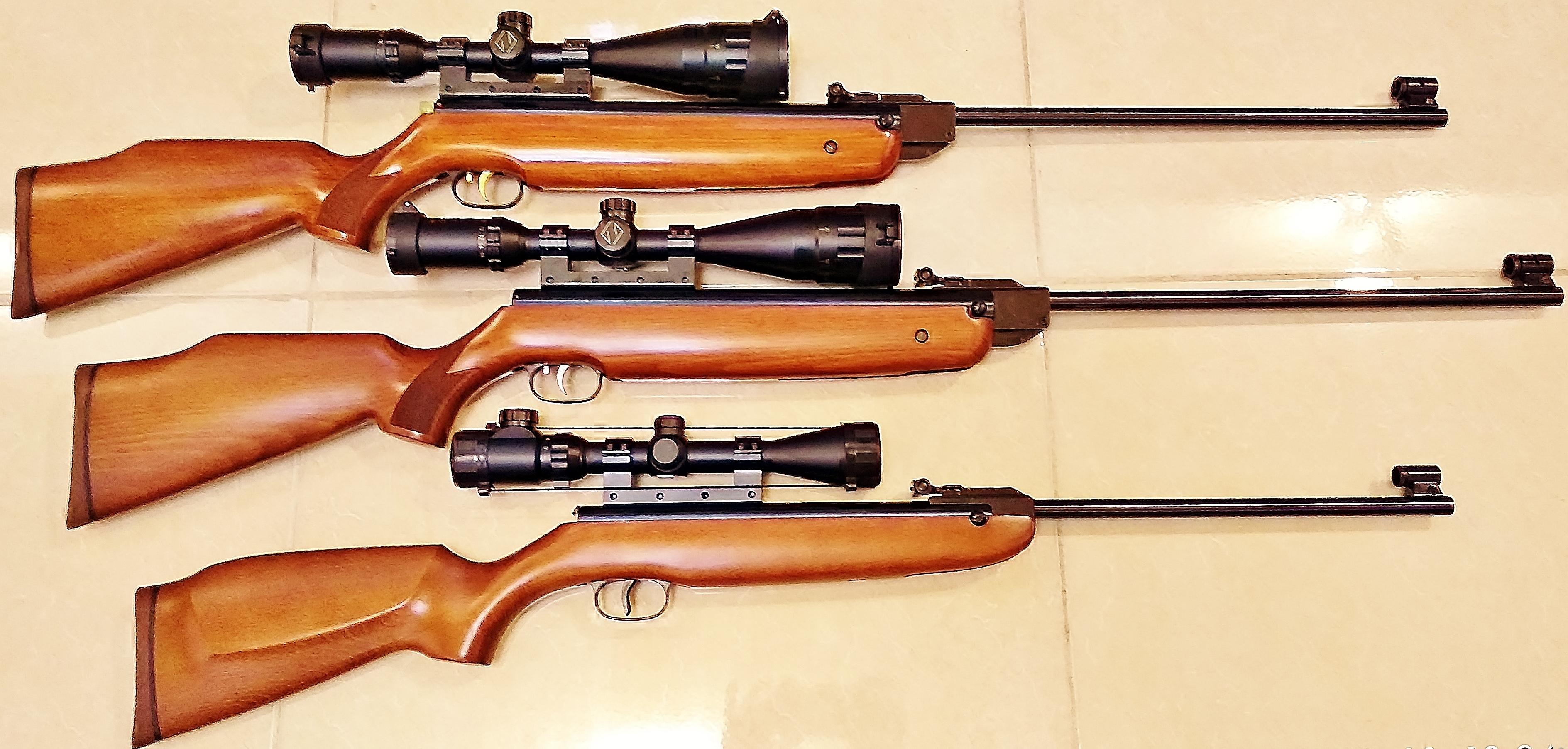
Coleção de carabinas de pressão de ação de mola e com recarregamento via basculamento do cano.

Uma arma de pressão é um armamento que impele projéteis por ação de mola, pistão a gás ou cilindros de ar ou outros gases comprimidos. Isto é em contraste a armas de fogo, que disparam projéteis utilizando a combustão de um propelente, normalmente pólvora. Armas de pressão tipicamente tem um calibre e poder de impacto muito menor do que as armas de fogo. 
Projéteis de armas de pressão geralmente têm o formato de um diabolô, apesar de haver exemplares esféricos, e composição fundamentada em ligas de chumbo. Alguns modelos disparam flechas ou dardos. Armas de pressão geralmente são capazes de dar apenas um tiro entre recargas. 
Os primeiros modelos foram desenvolvidos no século XVI, sendo utilizados com finalidade esportiva e militar.

## História

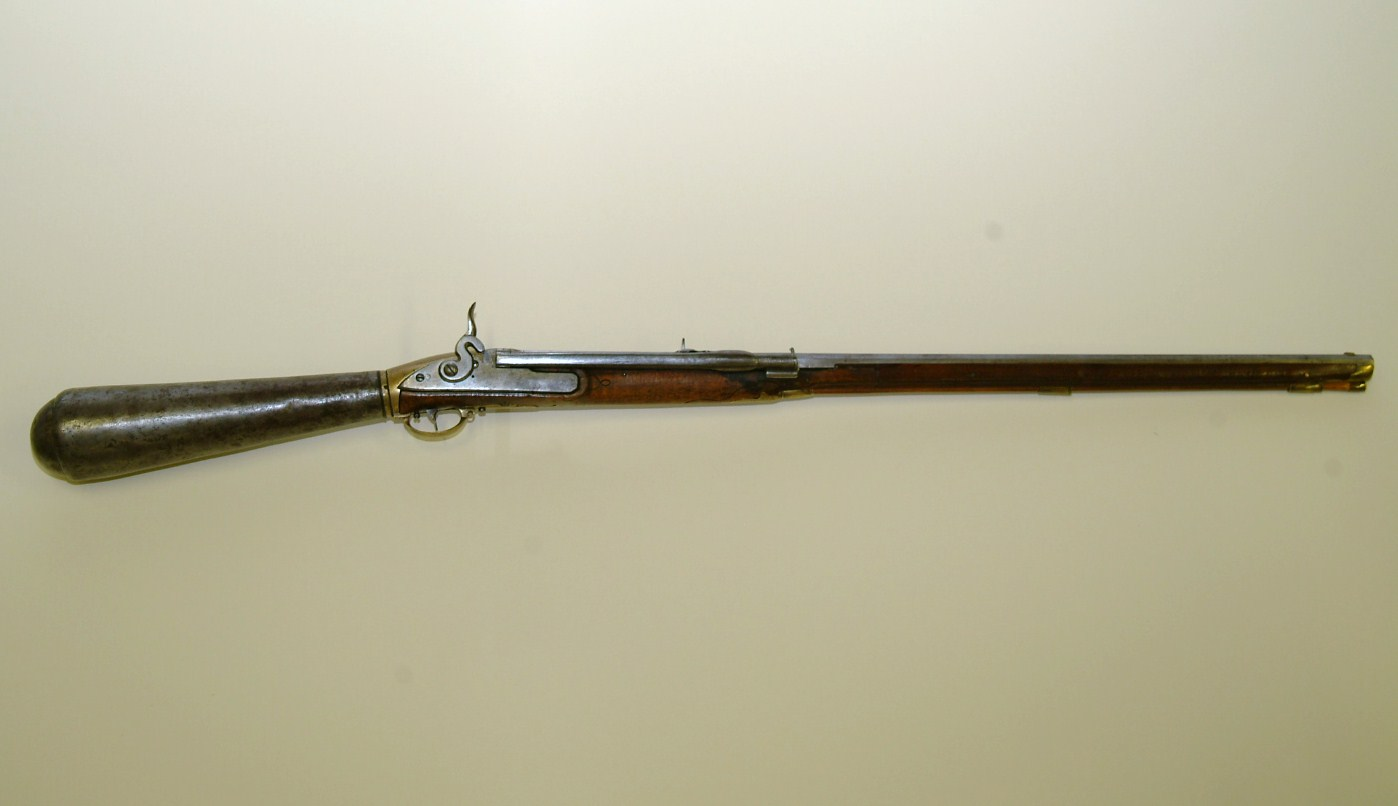
Carabina de pressão Girandoni.

As armas de pressão representam a mais antiga tecnologia pneumática. A modelo mais antigo existente, uma arma de pressão de fole que remonta o ano de 1580, fica no museu Livrustkammaren, em Estocolmo. Este período é dado, pela maioria dos historiadores, como o início das armas de pressão.
Ao longo do século XVII ao século XIX, carabinas de pressão nos calibres .30 e .51 eram designadas à caça de animais grandes, como veados e javalis. Estes eram carregados usando uma bomba que preenchia um reservatório de ar, fornecendo velocidades de 200 a 300 m/s. Todavia, estes equipamentos também foram usados em guerras, o exemplo mais reconhecido deles é a carabina de pressão Girandoni.
Naquela época, eles tinham vantagens convincentes sobre as armas de fogo primitivas que existiam. Por exemplo, as armas de pressão podiam ser usadas em tempo de chuva e eram descarregadas muito mais rápido.